# نیژنیه اوسلی
نیژنیه اوسلی (انگلیسی: Nizhniye Usly) یک شهرک در شهرستان استرلیتاماکسکی استان باشقیرستان کشور روسیه است.